# Team Unique
Team Unique är Helsingfors Skridskoklubbs seniorlag. De blev världsmästare i synkroniserad konståkning (synkro) 2013.
Synkro i Finland karakteriseras av den stenhårda konkurrensen mellan de tre helsingforslagen Marigold IceUnity, Rockettes och Team Unique, av vilka de två förstnämnda oftast kommit att representera Finland i VM sedan det första gången arrangerades år 2000. Team Unique har tidigare representerat Finland åren 2002, 2003, 2007 samt 2009. År 2009 tog laget sin första VM-medalj, då silver. Året 2013 var första gången laget blev både finsk mästare och världsmästare. Team Uniques huvudtränare sedan många år tillbaka är Mirjami Penttinen, som under sin egen konståkningskarriär åkte sju år i Rockettes, även som kapten, och inledde sitt arbete som tränare i HSK år 2000. Speciellt för Team Unique i Finland var de manliga åkarna i laget, som uteblev från och med säsongen 2008–2009.